# Mistrzostwa Narodów Afryki w piłce nożnej
Mistrzostwa Narodów Afryki w piłce nożnej (ang. African Nations Championship) – rozgrywki piłkarskie w Afryce organizowane przez CAF i przeznaczone wyłącznie dla piłkarzy, którzy występują w krajowych mistrzostwach. Gracze, którzy grają w zagranicznych klubach, niezależnie od tego, gdzie grają, nawet w Afryce, nie mogą być powołani do występów reprezentacji w Mistrzostwach Narodów Afryki. Turniej odbywa się co dwa lata.
Zapoczątkowany został w 2009 roku na Wybrzeżu Kości Słoniowej a zwyciężyła reprezentacja Demokratycznej Republiki Konga. W etapie eliminacyjnym mogą brać udział wszystkie członkowie CAF, a do etapu finałowego kwalifikuje się 16 drużyn. Faza eliminacyjna trwała rok i w każdym nieparzystym roku odbywał się turniej finałowy. Od 2014 roku termin został zmieniony na rok parzysty, aby nie rozgrywać w roku, w którym odbywa się Puchar Narodów Afryki.

## Finały
| 2009 Szczegóły | Wybrzeże Kości Słoniowej | Demokratyczna Republika Konga | 2:0             | Ghana    | Zambia                   | 2:1             | Senegal  |
| 2011 Szczegóły | Sudan                    | Tunezja                       | 3:0             | Angola   | Sudan                    | 1:0             | Algieria |
| 2014 Szczegóły | Południowa Afryka        | Libia                         | 0:0 karne (4:3) | Ghana    | Nigeria                  | 1:0             | Zimbabwe |
| 2016 Szczegóły | Rwanda                   | Demokratyczna Republika Konga | 3:0             | Mali     | Wybrzeże Kości Słoniowej | 2:1             | Gwinea   |
| 2018 Szczegóły | Maroko                   | Maroko                        | 4:0             | Nigeria  | Sudan                    | 1:1 karne (4:2) | Libia    |
| 2020 Szczegóły | Kamerun                  | Maroko                        | 2:0             | Mali     | Gwinea                   | 2:0             | Kamerun  |
| 2022 Szczegóły | Algieria                 | Senegal                       | 0:0 karne (5:4) | Algieria | Madagaskar               | 1:0             | Niger    |

## Statystyki
| Lp. | Drużyna                  | Mistrz | Wicemistrz | 3 miejsce | Lata triumfów |
| --- | ------------------------ | ------ | ---------- | --------- | ------------- |
| 1.  | DR Konga                 | 2      | 0          | 0         | 2009, 2016    |
| 1.  | Maroko                   | 2      | 0          | 0         | 2018*, 2020   |
| 3.  | Tunezja                  | 1      | 0          | 0         | 2011          |
| 3.  | Libia                    | 1      | 0          | 0         | 2014          |
| 3.  | Senegal                  | 1      | 0          | 0         | 2022          |
| 5.  | Ghana                    | 0      | 2          | 0         |               |
| 5.  | Mali                     | 0      | 2          | 0         |               |
| 7.  | Nigeria                  | 0      | 1          | 1         |               |
| 8.  | Angola                   | 0      | 1          | 0         |               |
| 8.  | Algieria                 | 0      | 1          | 0         |               |
| 10. | Sudan                    | 0      | 0          | 2         |               |
| 11. | Zambia                   | 0      | 0          | 1         |               |
| 11. | Wybrzeże Kości Słoniowej | 0      | 0          | 1         |               |
| 11. | Gwinea                   | 0      | 0          | 1         |               |
| 11. | Madagaskar               | 0      | 0          | 1         |               |

* = jako gospodarz